# وليام هنري باور
السير وليام هنري باور (بالإنجليزية: William Henry Power)‏ (15 ديسمبر 1842 - 28 يوليو 1916) هو طبيب بريطاني.

## حياته
ولد في مدينة لندن، وشغل منصب مساعد الشؤون الطبية والمفتش الطبي.
في يناير من عام 1900 عين رئيسًا لإدارة الخدمات الطبية في إنجلترا وعمل في هذا المنصب حتى عام 1908.